# Сырдарья (город)
Сырдарья (узб. Sirdaryo / Сирдарё) — город и административный центр Сырдарьинского района Сырдарьинской области Узбекистана.

## История
Образован на месте одноименной станции и близлежащих посёлков (в частности, Самсоново). Город — с 1971 года. На сегодняшний день население Сырдарьи насчитывает более 30 000 жителей.

## География
Расположен на левом берегу в 10 км от реки Сырдарья. Железнодорожная станция Сырдарьинская на линии Ташкент — Хаваст.

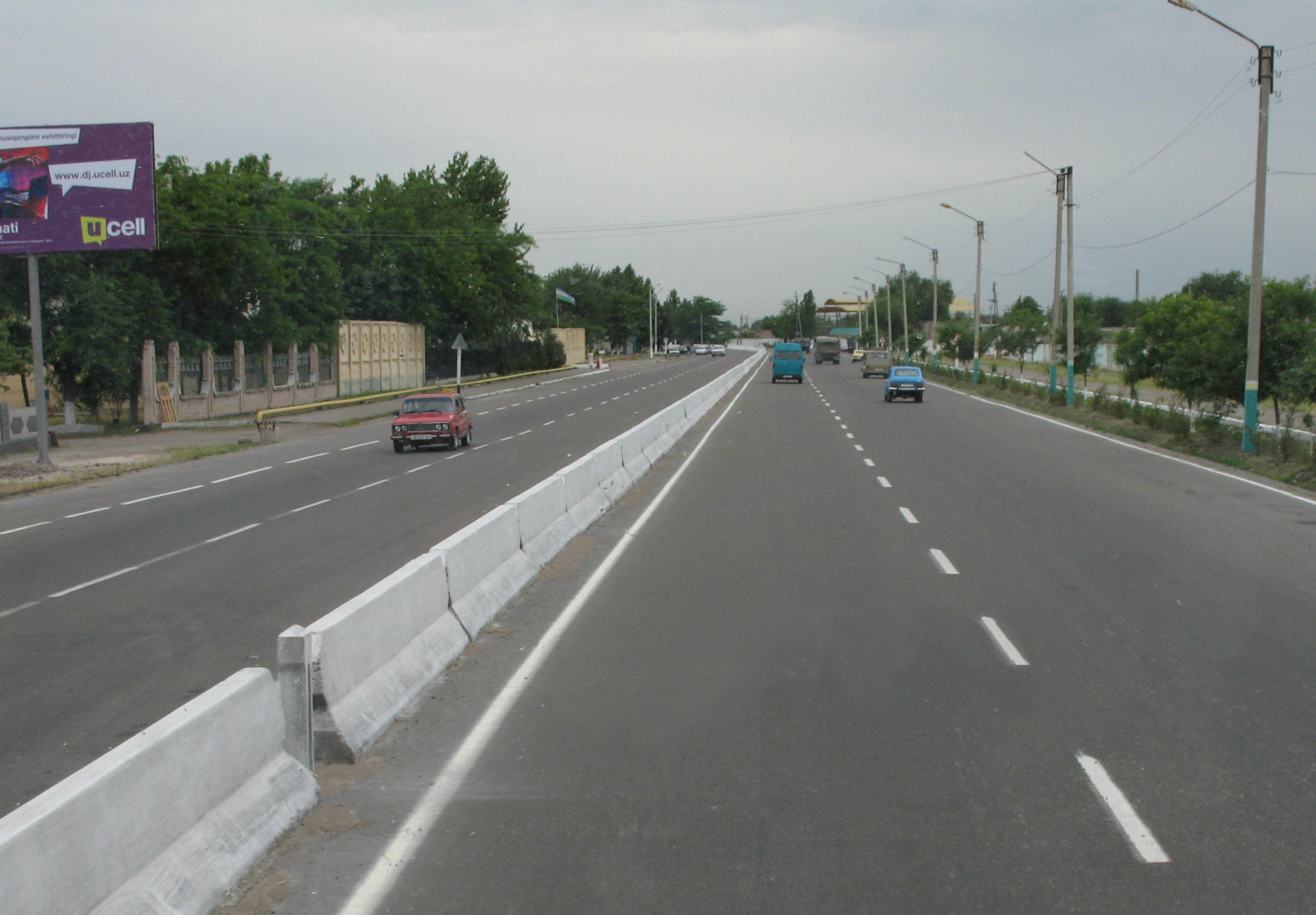
Трасса М34.

## Промышленность
Наряду со столицей области Гулистаном и городом Янгиером, является крупнейшим индустриально-промышленном центром области.
В городе преимущественно развиты легкая и тяжёлая промышленность, животноводство и земледелие, имеется несколько химических заводов.
Также в связи с удобным расположением города в пойме реки Сырдарьи широкое распространение получили рыбная отрасль и охотничье ремесло.
Китайский завод Пенг Шенг

## Образование
Особое внимание уделяется подготовке высококвалифицированных специалистов для учреждений высшего и средне-специального образования на базе существующих в городе нескольких лицеев и колледжей.
Особый вклад в подготовку кадров внесла школа №1 города Сырдарьи, имеющая богатую историю и традиции. А также не стоит забывать о школе №27 которая также является одним из ведущих общеобразовательных учреждений в городе .

## Спорт
Особых успехов жители Сырдарьи добились в области спорта, становясь неоднократными чемпионами республики и международных соревнований в таких видах, как лёгкая атлетика, таэквондо, футбол, гандбол, дартс,баскетбол, спортивная борьба и другие.